# Biese (Kleidung)

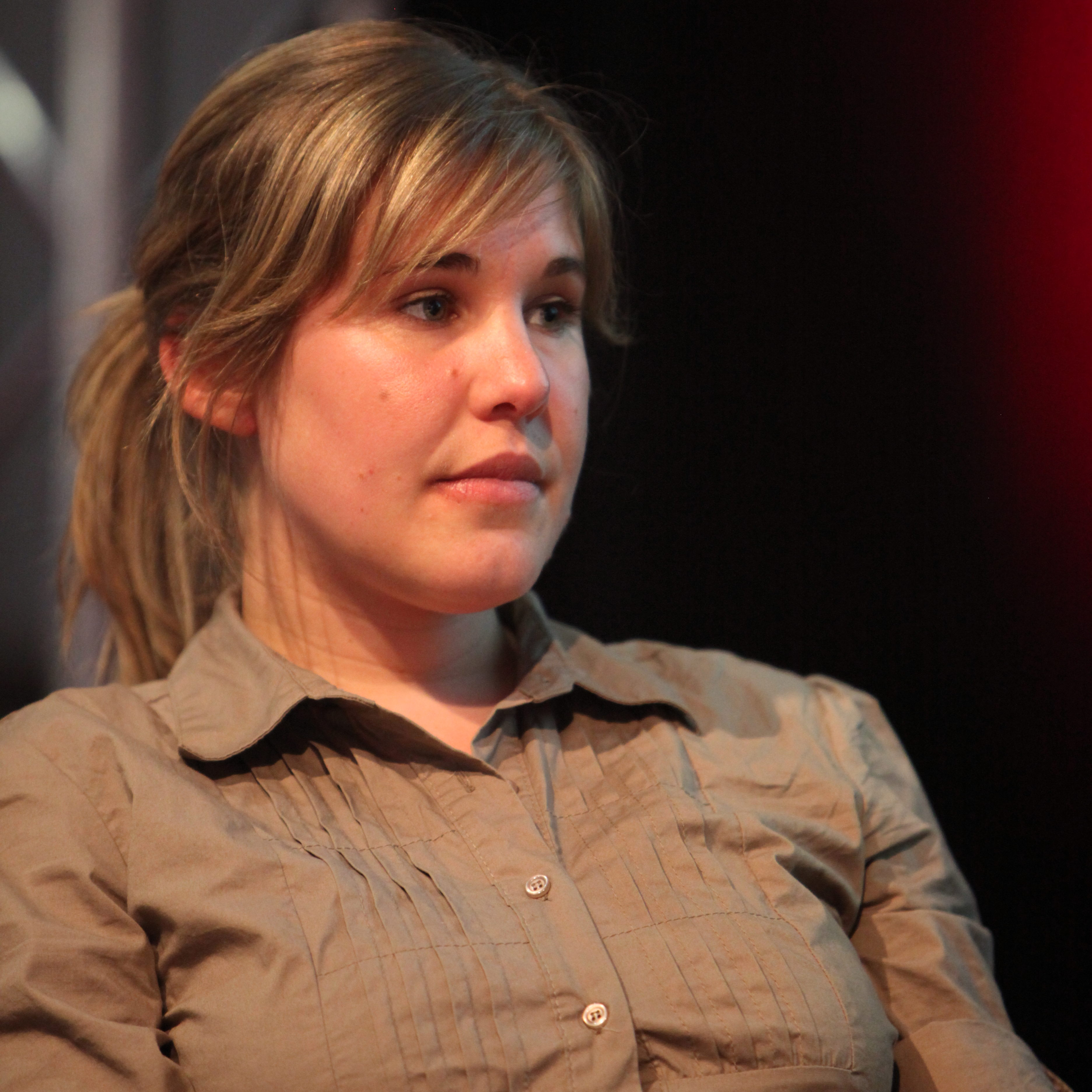
Bluse mit Biesen

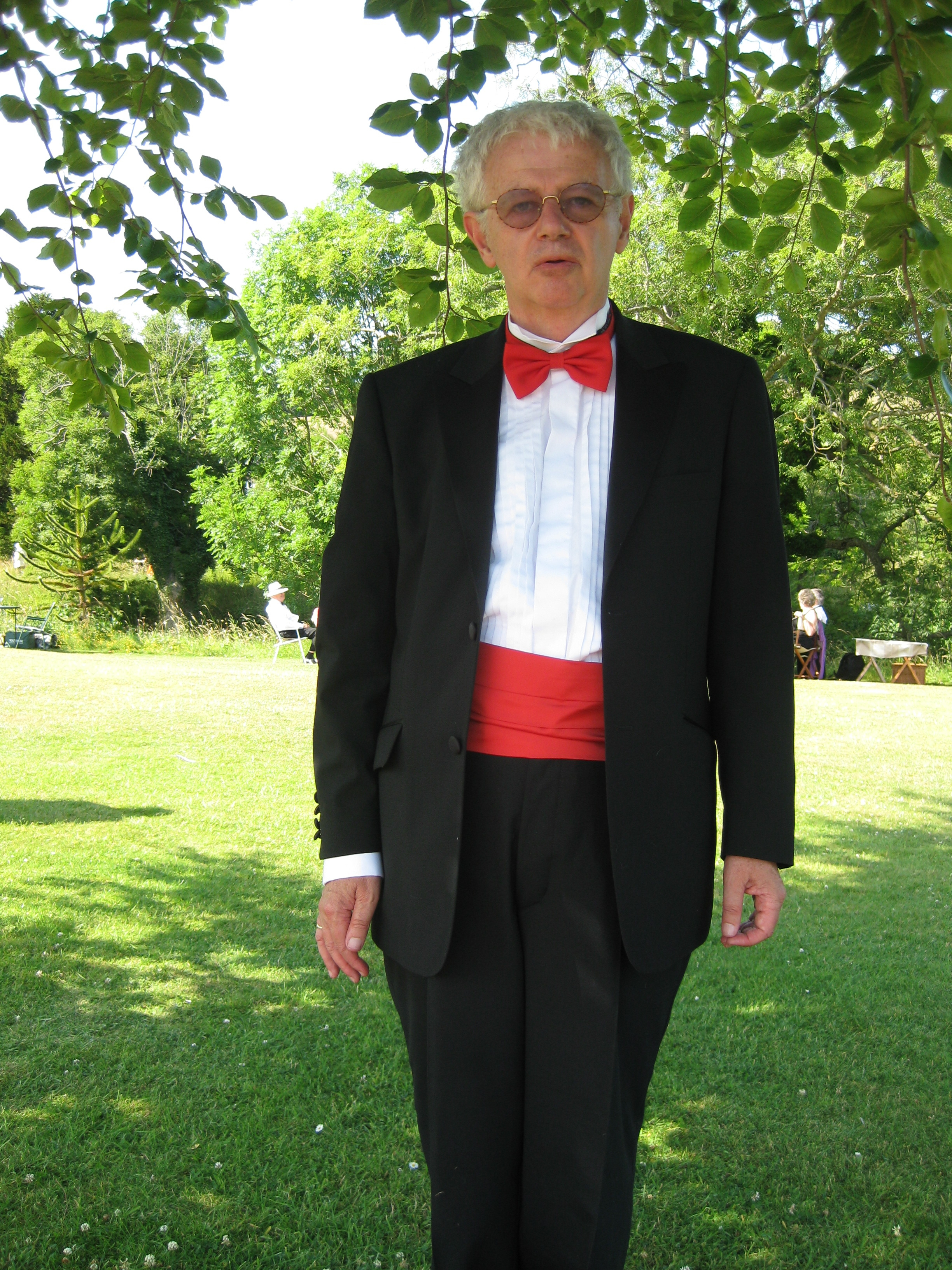
Smokinghemd mit Biesen

Biesen sind schmal (ca. 1 mm bis 1 cm) abgesteppte Falten, deren Faltenbruch auf der rechten Stoffseite liegt und flach umgebügelt wird. Sie werden vor allem an Kleidungsstücken und Weißwäsche als Dekoration verwendet und treten meist in Gruppen von drei oder mehr parallel verlaufenden Biesen auf, die alle in die gleiche Richtung umgebügelt werden, z. B. auf der Brust von festlichen Herrenhemden, bei Damenblusen zwischen Schulter und Brust.

Neben der dekorativen Funktion werden Biesen auch verwendet, um die Breite eines Schnittteils so zu reduzieren, dass es an ein schmaleres angesetzt werden kann. Gegenüber dem Einreihen ergibt sich der Vorteil, dass das breitere Schnittteil sich nicht direkt an der Naht aufbauscht. So kann z. B. das Vorderteil einer Damenbluse an ein eher schmales Schulterstück angesetzt werden; weiter unten, über der Brust, enden die Biesen und geben dem Kleidungsstück so mehr Weite. Bei manchen Herrenhemden werden Biesen beidseits des Brustschlitzes eingelegt und springen unterhalb auf, um dem Bauch mehr Raum zu geben.